# Пам'ятки історії та культури Казахстану республіканського значення
Пам'ятки історії та культури Казахстану республіканського значення — об'єкти історичної та культурної спадщини Казахстану, які охороняються згідно із законом від 1992 року «Про охорону та використання об'єктів історико-культурної спадщини».

## Перелік
Перелік пам'яток історії та культури республіканського значення був затверджений 2025 року.

### МістоАстана
| № | Назва               | Тип об'єкта | Місце розташування                              | Зображення | Опис |
| - | ------------------- | ----------- | ----------------------------------------------- | ---------- | --- |
| 1 | Городище Бозок      | археологія  | пд-зх частина міста, сх узбережжя озера Бузукти |            | VIII-IX століття |
| 2 | Мусульманська школа | архітектура | вулиця Отирар, 1/3                              |            | нині — будівля Дирекції із забезпечення охорони пам'яток та об'єктів історико-культурної спадщини; архітектор невідомий, кінець ХІХ столітя             |
| 3 | Палац цілинників    | архітектура | вулиця Кенесари, 32                             |            | нині — будівля концертної зали «Астана»; архітектори П. Ю. Фогелс, О. Н. Краукліс, Д. К. Даннеберг, 1963 рік, в 2000—2001 роках првоедена реконструкція |

### МістоАлмати
| №  | Назва                                                                                          | Тип об'єкта | Місце розташування                                                                                      | Зображення | Опис |
| -- | ---------------------------------------------------------------------------------------------- | ----------- | --- | ---------- | --- |
| 1  | Головний корпус Академії наук Республіки Казахстан                                             | архітектура | вулиця Шевченка, 28                                                                                     |            | нині — будівля Республіканського державного підприємства «Ғылым ордасы»; архітектор А. В. Щусев, 1948—1953 роки, перебудова 1980 року                                 |
| 2  | Державна бібліотека імені О. С. Пушкіна                                                        | архітектура | проспект Абая, 14                                                                                       |            | нині — будівля Національної бібліотеки Республіки Казахстан; архітектори В. П. Іщенко, В. Н. Кім, К. К. Кальпой, В. Н. Тютін, Е. К. Кузнецова, 1970 рік               |
| 3  | Вірненська чоловіча гімназія                                                                   | архітектура | вулиця Казибек-бі, 28                                                                                   |            | нині — будівля Казахського національного педагогічного університету імені Абая; архітектор П. В. Гурде, 1892—1895 роки                                                |
| 4  | Палац Республіки                                                                               | архітектура | площа Абая, проспект Достик, 54                                                                         |            | архітектори Н. І. Ріпінський, В. Н. Кім, Л. Л. Ухоботов, Н. Г. Ратушний, В. І. Кукушкін, Б. Н. Дєлов, 1970 рік                                                        |
| 5  | Будинок Уряду Казахської РСР                                                                   | архітектура | вулиця Богенбай-батира, 136а                                                                            |            | нині — будівля Казахської національної академії мистецтв імені Т.Жургенова; архітектор М. Я. Гінзбург, 1927—1931 роки                                                 |
| 6  | Літературно-меморіальний будинок-музей М. О. Ауезова                                           | архітектура | вулиця Тулебаєва, 185                                                                                   |            | архітектор Г. Г. Герасимов, 1961 рік, адміністративна будівля, 1963 рік                                                                                               |
| 7  | Будинок зодчих Зенкових                                                                        | архітектура | вулиця Казибек-бі, 115                                                                                  |            | нині — будівля Станції швидкої медичної допомоги; архітектор невідомий, кінець XIX століття                                                                           |
| 8  | Будинок Уряду Казахської РСР                                                                   | архітектура | площа Астани, вулиця Толе-бі, 59                                                                        |            | нині — будівля Казахстансько-британського технічного університету; архітектори Б. Р. Рубаненко, Т. А. Симонов, 1947—1957 роки                                         |
| 9  | Будинок почесного громадянина міста Вірний Т. А. Головізіна                                    | архітектура | проспект Н.Назарбаєва, 162                                                                              |            | нині — будівля Державної резиденції № 4; архітектор невідомий, 1905—1908 роки                                                                                         |
| 10 | Будинок купця М. А. Гаврилова                                                                  | архітектура | вулиця Желтоксан, 167                                                                                   |            | архітектор А. П. Зенков, початок ХХ століття |
| 11 | Торговий дім купця І.Габдувалієва                                                              | архітектура | вулиця Жибек-Жоли, 39                                                                                   |            | нині — Будинок тканин «Қызыл-Таң»; архітектор А. П. Зенков, 1912 рік                                                                                                  |
| 12 | Будинок офіцерських зборів                                                                     | архітектура | вулиця Зенкова, 24                                                                                      |            | нині — будівля Музею народних музичних інструментів імені Икиласа; архітектор А. П. Зенков, 1908 рік                                                                  |
| 13 | Будинок купця Г.Шахворостова                                                                   | архітектура | проспект Н.Назарбаєва, 99                                                                               |            | нині — будівля консульства США в Республіці Казахстан; архітектор А. П. Зенков, 1890 рік                                                                              |
| 14 | Спортивний комплекс «Медеу»                                                                    | архітектура | урочище Медеу                                                                                           |            | архітектори В. З. Кацев, А. С. Кайнарбаєв, інженер С. Б. Матвеєв, 1969—1972 роки                                                                                      |
| 15 | Будівля Державного музею мистецтв імені А.Кастеєва Республіки Казахстан                        | архітектура | мікрорайон Коктем-3, будинок 22/1                                                                       | -          | архітектори Е. К. Кузнецова, О. А. Наумова, Б. М. Новиков, 1976 рік                                                                                                   |
| 16 | Пансіон Вірненської чоловічої гімназії                                                         | архітектура | проспект Достик, 15                                                                                     |            | нипні — будівля Центральної дитячої бібліотеки імені С.Бегаліна; архітектор П. В. Гурде, за участі А. П. Зенкова, 1907 рік                                            |
| 17 | Вознесенський кафедральний собор                                                               | архітектура | парк імені 28 гвардійців-панфіловців, вулиця Гоголя, 40                                                 |            | архітектори К. А. Борисоглібський, С. К. Тропаревський, за участі Н. І. Степанова, А. П. Зенкова, 1904—1906 роки                                                      |
| 18 | Будівля Казахського державного академічного театру опери та балету імені Абая                  | архітектура | вулиця Кабанбай-батира, 110                                                                             |            | архітектори А. Н. Простаков, Н. О. Оразимбетов, 1939—1941 роки |
| 19 | Міське початкове реальне училище імені А.Колпаковського                                        | архітектура | вулиця Гоголя, 37                                                                                       |            | нині — будівля Республіканського державного підприємства «Казреставрация»; архітектор А. П. Зенков, 1890 рік                                                          |
| 20 | Бюст державного та громадського діяча Дінмухамеда Ахмедовича Кунаєва                           | монумент    | перехрестя вулиць Богенбай-батира та Д.Кунаєва                                                          |            | скульптори Т. С. Досмагамбетов, А. Б. Татарінов, 1978 рік |
| 21 | Бюст двічі Героя Радянського Союзу С. Д. Луганського                                           | монумент    | проспект Абилай-хана між вулицями Гоголя та Айтеке-бі                                                   | -          | скульптор Б.Павлов, архітектор І. Білоцерковський, 1947 год |
| 22 | Меморіал Слави                                                                                 | монумент    | парк імені 28 гвардійців-панфіловців                                                                    |            | скульптори А.В Артімович, В. В. Андрюшенко, архітектори Т. К. Басенов, Р. А. Сейдалін, 1975 рік                                                                       |
| 23 | Пам'ятник Абаю Кунанбаєву (Ібрагіму)                                                           | монумент    | площа Абая, проспект Достик                                                                             |            | скульптор Х. І. Науризбаєв, архітектор І.Білоцерковський, 1961 рік |
| 24 | Пам'ятник Мухтару Ауезову                                                                      | монумент    | проспект Достик, перед будівлею Казахського державного академічного драматичного театру імені М.Ауезова |            | скульптор Є. А. Сергебаєв, архітектори О.Баймурзаєв, А.Кайнарбаєев, 1980 рік                                                                                          |
| 25 | Пам'ятник Шокану Уаліханову                                                                    | монумент    | площа Академії наук Республіки Казахстан, вулиця Шевченка                                               | -          | скульптор Х. І. Науризбаєв, архітектор Ш. Є. Валіханов, 1969 рік |
| 26 | Пам'ятник Алібі Джангільдіну                                                                   | монумент    | привокзальна площа станції Алмати-І                                                                     | -          | скульптори Т. С. Досмагамбетов, О. Г. Прокоп'єва, архітектор Ш. Є. Валіханов, 1975 рік                                                                                |
| 27 | Пам'ятник Амангелди Іманову                                                                    | монумент    | проспект Абилай-хана, сквер Амангельди                                                                  | -          | скульптор Х.Аскар-Сариджа, архітектор Т. К. Басенов, 1947 рік |
| 28 | Будівля Міністерства хлобопродуктів                                                            | архітектура | вулиця Кабанбай-батира, 94                                                                              | -          | нині — будівля Республіканського державного казенного підприємства "Державний музей «Центр зближення культур»; архітектор В.Твердохлібов, скульптор І Вахек, 1936 рік |
| 29 | Будівля будинку-музею Ахмета Байтурсинули                                                      | архітектура | вулиця Баутрсинули, 60                                                                                  |            | архітектор невідомий, 1917 рік |
| 30 | Будівля Центрального державного музею Республіки Казахстан                                     | архітектура | проспект Н.Назарбаєва, 44, мікрорайон Самал-І                                                           |            | архітектори Ю.Ратушний, З.Мустафіна, Б.Рзагалієв, 1985 рік |
| 31 | Будівля Центрального державного архіву                                                         | архітектура | проспект Абая, 39                                                                                       | -          | архітектори С.Суховський, Д.Страховський, 1962 рік |
| 32 | Комплексна будівля «Казахфильм» імені Ш.Айманова (тонстудія, виробнича, двохпавільйонний блок) | архітектура | проспект Аль-Фарабі, 176                                                                                | -          | архітектори Д.Фомічов, В.Райлян, 1940 рік |
| 33 | Будинок Політпросвіти                                                                          | архітектура | проспект Абилай-хана, 83                                                                                | -          | нині — «Казахконцерт»; 1955 рік |
| 34 | Будинок купця Філіппова                                                                        | архітектура | проспект Макатаєва, 20                                                                                  | -          | нині — житловий будинок; 1901 рік |

### МістоШимкент
| № | Назва                      | Тип об'єкта | Місце розташування    | Зображення | Опис                |
| - | -------------------------- | ----------- | --------------------- | ---------- | ------------------- |
| 1 | Городище Сайрам (Іспіджаб) | археологія  | житловий масив Сайрам | -          | VIII-XVII століття  |
| 2 | Мавзолей Абділ-Азіз-баб    | архітектура | житловий масив Сайрам |            | XIII-ХVIІI століття |
| 3 | Мавзолей Ібрагім-ата       | архітектура | житловий масив Сайрам |            | XIII-ХVIІI століття |
| 4 | Мавзолей Кожа Салика       | архітектура | житловий масив Сайрам | -          | XIII-ХVIІI століття |
| 5 | Мавзолей Міралі-баб        | архітектура | житловий масив Сайрам |            | XIII-ХVIІI століття |
| 6 | Мавзолей Карашаш-ана       | архітектура | житловий масив Сайрам |            | XII-ХVIІI століття  |
| 7 | Мінарет Хизира             | архітектура | житловий масив Сайрам |            | XIХ століття        |

### Абайська область
| №  | Назва | Тип об'єкта | Місце розташування | Зображення | Опис |
| -- | --- | ----------- | --- | ---------- | --- |
| 1  | Перша громадська бібліотека | архітектура | місто Семей, вулиця Мангілік-єл, 22                                                                                   |            | архітектор невідомий, кінець XIX століття |
| 2  | Ямишівські кріпосні ворота | архітектура | місто Семей, вулиця Абая                                                                                              |            | архітектор Андреєв, XVIII століття (1776 рік) |
| 3  | Будинок губернатора | архітектура | місто Семей, вулиця Абая, 90                                                                                          |            | нині — будівля Обласного історико-краєзнавчого музею; архітектор невідомий, 1856 рік                                                                 |
| 4  | Будинок поштара Липухіна | архітектура | місто Семей, вулиця Достоєвського, 118                                                                                |            | нині — будівля Літературно-меморіального будинку-музею Ф. М. Достоєвського (проживав у 1857—1859 роках); архітектор невідомий, середина XІX століття |
| 5  | Меморіал героям революції та громадянської війни | монумент    | місто Семей, вулиця Мамай-батира                                                                                      |            | скульптори А. В. Тихоміров, О. С. Клюшкін, А. М. Семченко, архітектор М. И. Михайлов, 1977 рік                                                       |
| 6  | Мечеть двохмінаретна | архітектура | місто Семей, вулиця Абая, 50                                                                                          |            | архітектор А. Болотов, інженер-поручик Манашев, 1856—1862 роки                                                                                       |
| 7  | Мечеть одномінаретна | архітектура | місто Семей, вулиця М.Жумабаєва, 17                                                                                   |            | майстри Габдулла Ефенді, Баязід Сатбаєв, 1908—1910 роки                                                                                              |
| 8  | Група будівель Державного історико-культурного та літературно-меморіального музею-заповідника Абая «Жидебай-Бөрілі» (адміністративна будівля, будинок купця Р.Єршова, прибудова) | архітектура | місто Семей, вулиця К.Мухамедханова, 29                                                                               |            | архітектор невідомий, 1860 рік |
| 9  | Медресе Ахмета Різи, де навчався Абай Кунанбаєв | архітектура | місто Семей, вулиця К.Мухамедханова, 29                                                                               | -          | автор невідомий, 60-ті роки XIX століття |
| 10 | Будинок, в якому жив Абай Кунанбаєв (будинок Аніяра Молдабаєва) | архітектура | місто Семей, вулиця Богенбай-батира, 132                                                                              | -          | нині — Музей «Алаш арыстары — М.Ауезов»; архітектор невідомий, кінець XIX століття                                                                   |
| 11 | Будинок, в якому народився письменник Мухтар Ауезов | архітектура | Абайський район, село Борли                                                                                           |            | архітектор невідомий, друга половина XIX століття |
| 12 | Комплекс садиби Абая Кунанбаєва (будинок-музей, місце захоронення Абая) | комплекс    | Абайський район, село Кенгірбай-бі, ущелина Жидебай                                                                   |            | 1894-1904 роки |
| 13 | Мавзолей Кози-Корпеш — Баян-Сулу | архітектура | Аягозький район, за 7 км на пд-зх від села Тарлаули, на правому березі річки Аягоз, за 11 км на зх від станції Тансик |            | VIII-X століття |

### Акмолинська область
| № | Назва                                                                     | Тип об'єкта | Місце розташування                                         | Зображення | Опис                                                              |
| - | ------------------------------------------------------------------------- | ----------- | ---------------------------------------------------------- | ---------- | ----------------------------------------------------------------- |
| 1 | Будинок-музей В. В. Куйбишева                                             | архітектура | місто Кокшетау, вулиця Канай-бі, 32                        |            | нині — будівля Музею історію міста Кокшетау; 1889—1905 роки       |
| 2 | Пам'ятник Шокану Уаліханову                                               | монумент    | місто Кокшетау, перехрестя вулиць М.Ауезова та М.Сагдієва  | -          | скульптор Т. С. Досмагамбетов, архітектор К. А. Абдиков, 1971 рік |
| 3 | Пам'ятник Абилай-хану                                                     | монумент    | місто Кокшетау, вулиця Абая                                |            | -                                                                 |
| 4 | Місце захоронення народного композитора Біржана Кожагулова (бюст, стелла) | монумент    | місто Степняк, вулиця біржан-сала, район старого кладовища |            | скульптор Т. С. Досмагамбетов, 1950 рік                           |
| 5 | Мавзолей Ботагай (Битигай)                                                | архітектура | Коргалжинський район, за 2 км на сх від села Коргалжин     | -          | XIV-XV століття                                                   |
| 6 | Архітектурно-меморіальний монумент                                        | монумент    | Бурабайський район, селище Бурабай, галявина Абилай-хана   |            | 2004 рік                                                          |

### Актюбінська область
| № | Назва                                                                                                  | Тип об'єкта | Місце розташування                                                                         | Зображення | Опис                                                       |
| - | --- | ----------- | ------------------------------------------------------------------------------------------ | ---------- | ---------------------------------------------------------- |
| 1 | Будинок культури залізничників                                                                         | архітектура | місто Актобе, вулиця Ш.Уаліханова, 39                                                      |            | архітектор невідомий, 1928 рік                             |
| 2 | Пам'ятник-бюст Героя Радянського Союзу, льотчика-космонавта В. І. Пацаєва                              | монумент    | місто Актобе, проспект Абулхаїр-хана                                                       | -          | скульптор Ю. А. Тур, архітектор А. А. Заварзін, 1976 рік   |
| 3 | Пам'ятник-бюст Героя Радянського Союзу Алії Молдагулової                                               | монумент    | місто Актобе, вулиця Шерніяза                                                              | -          | скульптор Є. Н. Штамм, архітектор Л. В. Раcпутов, 1960 рік |
| 4 | Некрополь Дауимшар: мавзолей, саганатам, кулпитаси, малі архітектурні форми                            | комплекс    | Байганінський район, за 40 км на пдзх від села Жаркамис                                    | -          | ХVІІІ-початок ХХ століття                                  |
| 5 | Некрополь Карасакал: мавзолей, саганатам, кулпитаси, малі архітектурні форми                           | комплекс    | Байганінський район, за 60 км на пдзх від села Жаркамис                                    | -          | ХVІІ-ХХ століття                                           |
| 6 | Мавзолей Сундета                                                                                       | архітектура | Байганінський район, за 67 км на пдзх від села Жаркамис                                    | -          | майстер Даулетніяз, кінець ХІХ століття                    |
| 7 | Некрополь Асан-Кожа: мавзолей, саганатам, кулпитаси, малі архітектурні форми                           | комплекс    | Байганінський район, за 23 км на пдзх від села Міяли, за 43 км на пд-зх від села Оймауит   | -          | ХVІІІ-ХХ століття                                          |
| 8 | Мавзолей Токпан                                                                                        | архітектура | Шалкарський район, за 18 км на пн-зх від села Аккайтим, за 38 км на пд-зх від міста Шалкар | -          | архітектор невідомий, ХІХ століття                         |
| 9 | Некрополь Абат-Байтак Меморіального музейного комплексу народної архітектури та камнерізного мистецтва | комплекс    | Хобдинський район, за 12 км на пд-зх від села Талдисай                                     |            | -                                                          |

### Атирауська область
| № | Назва                                                                                              | Тип об'єкта | Місце розташування | Зображення | Опис                                                            |
| - | -------------------------------------------------------------------------------------------------- | ----------- | --- | ---------- | --------------------------------------------------------------- |
| 1 | Житлове містечко нафтовиків (4 житлові будинки, водонапірна вежа, палац культури імені Курмангази) | архітектура | місто Атирау, мікрорайон Жилгородок, вулиця М.Ауезова, 1, 2, вулиця Волгоградська, 8, 10, вулиця Сауиргалієва, 1, перехрестя вулиць Ауезова та Шаріпова |            | архітектори А. В. Ареф'єв, С. В. Васильковський, 1943—1948 роки |
| 2 | Городище Сарайшик                                                                                  | археологія  | Махамбетський район, за 1,5 км на сх від села Сарайчик                                                                                                  |            | ХІІІ-ХVІ століття                                               |
| 3 | Мавзолей Жубан                                                                                     | архітектура | Жилиойський район, за 90 км на пн від міста Кульсари |            | майстри Шанен Бекбаєв, Каражусіп з дітьми, ХІХ-ХХ століття      |
| 4 | Місце захоронення поета, очільника повстання 1836—1838 років Махамбета Утемісова                   | архітектура | Індерський район, за 40 км на пд-сх від села Індер |            | мавзолей збудовано 1995 року                                    |

### Жамбильська область
| №  | Назва                                                 | Тип об'єкта | Місце розташування | Зображення | Опис                                                   |
| -- | ----------------------------------------------------- | ----------- | --- | ---------- | ------------------------------------------------------ |
| 1  | Городище Тараз                                        | археологія  | місто Тараз, вулиця Ташкентська, 2                                                                                              |            | I-ХIХ століття                                         |
| 2  | Руїни мосту через річку Талас                         | археологія  | місто Тараз, пд-сх частина міста, поблизу мавзолея Тектурмас                                                                    | -          | ХIІ століття                                           |
| 3  | Лазня Калі-Жунуса                                     | архітектура | місто Тараз, вулиця Байзак-батира, 38                                                                                           |            | архітектор невідомий, початок ХХ століття              |
| 4  | Мавзолей Карахана                                     | архітектура | місто Тараз, вулиця Карахана, 29                                                                                                |            | архітектор невідомий, XI—XIІ століття                  |
| 5  | Мавзолей Тектурмас                                    | архітектура | місто Тараз, пд-сх околиці міста, правий берег річки Талас, на вершині гори Тектурмас                                           |            | архітектор невідомий, X—XIV століття                   |
| 6  | Мавзолей Давутбека (Шамансура)                        | архітектура | місто Тараз, вулиця Карахана, 29                                                                                                |            | архітектор невідомий, XІІІ століття                    |
| 7  | Мечеть-медресе Абдікадира                             | архітектура | місто Тараз, вулиця Абая, 5 |            | архітектор невідомий, початок XX століття              |
| 8  | Мечеть Жунісбая (Ауліє-ати)                           | архітектура | місто Тараз, вулиця С.Адамбаєва, 24                                                                                             |            | архітектор невідомий, 1913 рік                         |
| 9  | Мечеть Наметбая                                       | архітектура | місто Тараз, вулиця Ташкентська, 21                                                                                             |            | архітектор невідомий, 1887—1897 роки                   |
| 10 | Пам'ятник Жамбилу Жабаєву                             | монумент    | місто Тараз, вулиця Абая, 125, площа перед будівлею акімату Жамбильської області                                                | -          | скульптор Х.Науризбаєв, архітектор В.Сашенко, 1961 рік |
| 11 | Городище Нижній Барисхан (Торткуль)                   | археологія  | Байзацький район, за 1,5 км на пд-сх від села Талас, на правому березі річки Талас, за 0,5 км на пн від автодороги Тараз-Алмати | -          | VI-XII століття                                        |
| 12 | Городище Туймекент                                    | археологія  | Байзацький район, пд-сх околиці села Туймекент, на правому березі річки Талас                                                   | -          | VI-XII століття                                        |
| 13 | Городище Оххум                                        | археологія  | Байзацький район, за 13,5 км на пн-сх від села Тегістік, за 0,3 км на зх від автодороги Тегістік-Бостандик                      | -          | VI-XII століття                                        |
| 14 | Городище Костобе                                      | археологія  | Байзацький район, на сх від села Сарикемер                                                                                      |            | VI-XII століття                                        |
| 15 | Мечеть Айша-бібі                                      | архітектура | Жамбильський район, село Айшабібі, за 1 км автодороги Західна Європа — Західний Китай                                           |            | архітектор невідомий, XI—XII століття                  |
| 16 | Мечеть Бабаджі-хатун                                  | архітектура | Жамбильський район, село Айшабібі, за 1 км автодороги Західна Європа — Західний Китай                                           |            | архітектор невідомий, XI—XII століття                  |
| 17 | Архітектурно-археологічний палацовий комплекс Акиртас | комплекс    | Жамбильський район, за 7 км на пд від станції Акчулак                                                                           |            | VIII-XII століття                                      |
| 18 | Городище Жалпактобе (Жикіль)                          | археологія  | Жамбильський район, село Жалпак-Тобе                                                                                            | -          | VI-XII століття                                        |
| 19 | Могильник Беріккара                                   | археологія  | Жуалинський район, за 3 км на пд від села Карабастау                                                                            | -          | II століття до н. е. — IV століття н. е.               |
| 20 | Городище Мерке                                        | археологія  | Меркенський район, зх частина села Мерке                                                                                        | -          | VІІ-ХІІІ століття                                      |
| 21 | Пам'ятник Жазилбеку Куанишбаєву                       | монумент    | Мойинкумський район, село Бірлік                                                                                                | -          | скульптор Б.Тулеков, архітектор Т.Басенов, 1962 рік    |
| 22 | Мавзолей Шокай-Датка                                  | архітектура | Сарисуський район, старе кладовище на сх околицях села Саудакент                                                                | -          | архітектор невідомий, XVІІІ століття                   |
| 23 | Стоянка Акколь                                        | археологія  | Таласький район, за 11 км на зх від села Акколь, на пд від озера Акколь                                                         | -          | шель-ашель                                             |
| 24 | Стоянка Боріказган                                    | археологія  | Таласький район, за 8 км на пд-сх від села Кизилаут, за 38 км на пн-сх від міста Каратау                                        | -          | нижній палеоліт                                        |
| 25 | Стоянка Танірказган                                   | археологія  | Таласький район, за 10 км на пд-сх від села Кизилаут, за 34 км на пн-сх від міста Каратау, за 13-15 км на сх від річки Коктал   | -          | нижній палеоліт                                        |
| 26 | Мечеть Каракожа                                       | архітектура | Таласький район, за 1 км на пн-сх від села Сейлбек                                                                              | -          | архітектор невідомий, початок ХХ століття              |
| 27 | Мечеть Абдулли Ішана                                  | архітектура | Таласький район, село Ушарал, вулиці Ештайбека, 7                                                                               | -          | архітектор невідомий, початок ХХ століття              |
| 28 | Городище Кулан                                        | археологія  | район Турара Рискулова, сх та пн-сх околиці села Кулан                                                                          | -          | VI — початок XIII століття                             |
| 29 | Городище Орнек                                        | археологія  | район Турара Рискулова, за 6 км на пд від села Орнек                                                                            | -          | VІI — XII століття                                     |
| 30 | Городище Актобе (Степнинське)                         | археологія  | Шуський район, за 3 км на пд-сх від села Аксу                                                                                   | -          | VІ — XIIІ століття                                     |

### Жетисуська область
| № | Назва                                                 | Тип об'єкта | Місце розташування                                                  | Зображення | Опис                             |
| - | ----------------------------------------------------- | ----------- | ------------------------------------------------------------------- | ---------- | -------------------------------- |
| 1 | Мавзолей акина Сари Тастанбекової                     | архітектура | Аксуський район, за 8 км на пн-зх від села Кошкентал                |            | 1972 рік                         |
| 2 | Бюст двічі Героя Соціалістичної Праці Н.Алдабергенова | монумент    | Єскельдинський район, алея героїв села Алдабергеново                |            | скульптор Х.Науризбаєв, 1960 рік |
| 3 | Курганний могильник Бесшатир                          | археологія  | Кербулацький район, за 65 км від села Басші, правий берег річки Ілі |            | VII-IV століття до н.е.          |

### Західноказахстанська область
| №                                                                           | Назва | Тип об'єкта | Місце розташування                                                          | Зображення                                                                                          | Опис |
| --------------------------------------------------------------------------- | --- | ----------- | --------------------------------------------------------------------------- | --------------------------------------------------------------------------------------------------- | --- |
| 1                                                                           | Російсько-киргизька (казахська) школа | архітектура | місто Уральськ, проспект Назарбаєва, 184                                    | | нині — будівля Західноказахстанського обласного історико-краєзнавчлого музею; архітектор невідомий, 1864 рік |
| 2                                                                           | Містобудівний комплекс — від центру міста старого Уральська до собора Михаїла Архангела                                                          | комплекс    | місто Уральськ                                                              | місто Уральськ                                                                                      | місто Уральськ                                                                                               |
|                                                                             | Комерційний банк | комплекс    | проспект Н.Назарбаєва, 168                                                  | | нині — будівля обласного акімату; 1896 рік                                                                   |
| Будинок наказних атаманів                                                   | проспект Н.Назарбаєва, 179 | комплекс    |                                                                             | нині — будівля шпиталю з поліклінікою депратаменту поліції Західноказахастанської області; 1823 рік | |
| Будинок купця Карева                                                        | вулиця Карева, 47 | комплекс    |                                                                             | нині — будівля Обласної філармонії імені Г.Курмангалієва; 1901 рік                                  | |
| Військове господарське правління                                            | проспект Н.Назарбаєва, 166/2 | комплекс    |                                                                             | нині — будівля Дитячої та юнацької бібліотеки імені Х.Єсенжанова; 1869 рік                          | |
| Собор Михаїла Архангела                                                     | проспект Н.Назарбаєва, 68 | комплекс    |                                                                             | 1740-1751 роки                                                                                      | |
| Типова міська садиба                                                        | проспект Н.Назарбаєва, 147а | комплекс    |                                                                             | нині — будівля військової прокуратору; 1878 рік                                                     | |
| Храм Христа Спасителя                                                       | проспект Н.Назарбаєва, 202 | комплекс    |                                                                             | архітектор В. Н. Чагін, 1891—1907 роки                                                              | |
| 3                                                                           | Городище Жайик | археологія  | за 12 км на пд-сх від міста Уральськ, на 2 надзаплавній терасі річки Жайик  | | ХІV-ХV століття                                                                                              |
| 4                                                                           | Комплекс музею В. І. Чапаєва: штаб 25-ої Чапаєвської дивізії (музей), місце загибелі В. І. Чапаєва (обеліск та стела), братська могила чапаєвців | архітектура | Акжаїцький район, село Чапаєв, Парк культури і відпочинку, алея пам'ятників | | штаб (нині — музей) 1919 року, обеліск та стела 1971 року, братська могила 1956 року                         |
| 5                                                                           | Урдинська друкарня | архітектура | Бокейординський район, село Хан-Ордаси, вулиця Абдулли Тенізбаєва, 19       | | нині — житловий будинок; архітектор невідомий, друга половина XIX століття                                   |
| 6                                                                           | Західноказахстанський історико-культурний та архітектурно-етнографічний музей-заповідник «Хан-ордаси»                                            | архітектура | Бокейординський район, село Хан-Ордаси                                      | | |
|                                                                             | Ханський палац | архітектура | Бокейординський район, село Хан-Ордаси                                      | -                                                                                                   | 1828 рік |
| Будівля ханської мечеті                                                     | | архітектура | Бокейординський район, село Хан-Ордаси                                      | нині — будівля музею «Ханська мечеть»; 1835 рік                                                     | |
| Будинок лікаря А. А. Сергачева                                              | - | архітектура | Бокейординський район, село Хан-Ордаси                                      | нині — будівля Літературно-меморіального музею Ш.Бокеєва; 1830 рік                                  | |
| Будівля казначейства                                                        | | архітектура | Бокейординський район, село Хан-Ордаси                                      | нині — будівля Музею історії Бокеєвської Орди; 1867 рік                                             | |
| Жіноча гімназія                                                             | - | архітектура | Бокейординський район, село Хан-Ордаси                                      | нині — будівля Музею народної освіти; 1883 рік                                                      | |
| Амбулаторія                                                                 | - | архітектура | Бокейординський район, село Хан-Ордаси                                      | 1872 рік                                                                                            | |
| Будинок інпескторів народних училищ Данилевського                           | - | архітектура | Бокейординський район, село Хан-Ордаси                                      | нині — будівля Музею першої казахської друкарні; 1841 рік                                           | |
| Будинок учителя Жангіровської школи Ольдекопа                               | - | архітектура | Бокейординський район, село Хан-Ордаси                                      | нині — будівля Меморіального музею А.Тажетдінова; 1841 рік                                          | |
| Будинок інспекторів народних училищ А. Є. Алекторова                        | - | архітектура | Бокейординський район, село Хан-Ордаси                                      | нині — будівля Меморіального музею С.Мендешева; 1842 рік                                            | |
| Будинок інспекторів народних училищ І. І. Проскурякова, де жила А.Уразбаєва | - | архітектура | Бокейординський район, село Хан-Ордаси                                      | 1842 рік                                                                                            | |
| Будівля лікарні                                                             | - | архітектура | Бокейординський район, село Хан-Ордаси                                      | нині — Меморіальний музей охорони здоров'я; 1852 рік                                                | |
| Будинок інспекторів народних училищ А. А. Воскресенського                   | - | архітектура | Бокейординський район, село Хан-Ордаси                                      | нині — будівля Музею природи; 1890 рік                                                              | |
| Мавзолей Жангір-хана                                                        | | архітектура | Бокейординський район, село Хан-Ордаси                                      | 1997 рік                                                                                            | |
| Мавзолей куйші Даулеткерея                                                  | - | архітектура | Бокейординський район, село Хан-Ордаси                                      | 2000 рік                                                                                            | |
| Мавзолей М.Бабажанова                                                       | - | архітектура | Бокейординський район, село Хан-Ордаси                                      | 2001 рік                                                                                            | |
| Будівля Торгунської школи (Педтехнікум)                                     | - | архітектура | Бокейординський район, село Хан-Ордаси                                      | нині — адміністративна будівля; 1868 рік                                                            | |
| 7                                                                           | Бюст Героя Радянського Союзу Маншук Маметової | монумент    | Жанібецький район, село Жанібек, вулиця М.Утемісова, 26                     | -                                                                                                   | скульпторы Ю. П. Поммер, Н. А. Ковальчук, 1971 рік                                                           |